# Bestia (film 2011)
Bestia (ang. Beastly) – amerykański fantastyczny film z roku 2011 w reżyserii Daniela Barnza, którego premiera w USA odbyła się 4 marca 2011 r. Film opiera się na powieści o tym samym tytule autorstwa Alex Flinn. Alex Pettyfer oraz Vanessa Hudgens otrzymali za ten film nagrody Gwiazd Jutra na Showest Awards 2010.

## Fabuła
Kyle Kingston ma 17 lat, bardzo popularnego ojca i powszechną sympatię kolegów ze szkoły. Jest jednak próżny, samolubny, niewrażliwy i złośliwy. Gdy któregoś dnia wystawia do wiatru Kendrę, czarownicę, z którą się kiedyś umawiał, ta rzuca na niego urok: ma rok na znalezienie kogoś, kto mu wyzna miłość. Urok sprawił także, że jego twarz stała się makabryczna. Jego jedyną nadzieją okazuje się być Lindy, w której się powoli zakochuje, lecz której wcześniej nie zauważał.

## Obsada
- Alex Pettyfer – Kyle Kingston/Hunter (w książce: Kyle Kingsbury/Adrian King)
- Lisa Gay Hamilton – Zola (w książce: Magda)
- Mary-Kate Olsen – Kendra Hilferty
- Neil Patrick Harris – Will Fratalli
- Peter Krause – Rob Kingston (w książce: Kingsbury)
- Vanessa Hudgens – Linda „Lindy” Taylor (w książce: Owens)

## Zdjęcia
Bestia to jeden z pierwszych filmów produkcji CBS Films: jego budżet wynosił 17 milionów dolarów, a zdjęcia trwały 45 dni w czerwcu i lipcu 2009 r., głównie w Montrealu w Kanadzie.

## Muzyka
Muzyka została skomponowana przez Marcela Zarvosa. Piosenki szwedzkiej grupy Marching Band, a także „Wonderland” Natalii Kills oraz cover utworu Lady Gagi „Vanity” wykonany przez Hanover Swain należą do ścieżki dźwiękowej.